# Fireman
Fireman – debiutancki album zespołu hHead wydany niezależnie w 1992, wydany ponownie przez IRS Records w 1994.
Album został początkowo wydany samodzielnie przez zespół na kasecie, a następnie na płycie za pośrednictwem Jam Entertainment Records. Po podpisaniu w 1994 kontraktu z IRS Records (w celu nagrania albumu Jerk), wytwórnia wydała drugie wydanie albumu Fireman. Jam Entertainment Records wydała wersję albumu zawierającą 14 utworów. 
Nakręcono teledyski do utworów "Flower" i "Collide". Istnieje ponadto wersja koncertowa utworu "Collide".
Okładka przedstawia Konrada Wessela palącego cygaro.

## Lista utworów
1. "Superstar" – 5:23
2. "Collide" – 4:03
3. "Fireman" – 3:43
4. "Jockstrap" – 4:17
5. "Burn" – 4:07^
6. "Flower" – 5:28
7. "Brain" – 5:13^
8. "Parking" – 3:57
9. "Moron" – 7:12

- Utwór "Brain" został wydany jedynie na kasecie.

## Alternatywny lista utworów
1. "Superstar" – 5:23
2. "Collide" – 4:03
3. "Fireman" – 3:43
4. "Jockstrap" – 4:17
5. "Burn" – 4:07
6. "Flower" – 5:28
7. "Brain" – 5:13
8. "Parking" – 3:57
9. "Moron" – 7:12
10. "Shotgun" – 3:33
11. "Ohh" – 4:31
12. "'Dis" – 4:03
13. "Life" – 5:52
14. "Rat" – 4:43

## Skład
- Noah Mintz - gitara, śpiew
- Brendan Canning - gitara basowa, wokal wspierający
- Mark Bartkiw - perkusja